# Siphon (anatomie)
Pour les articles homonymes, voir Siphon.

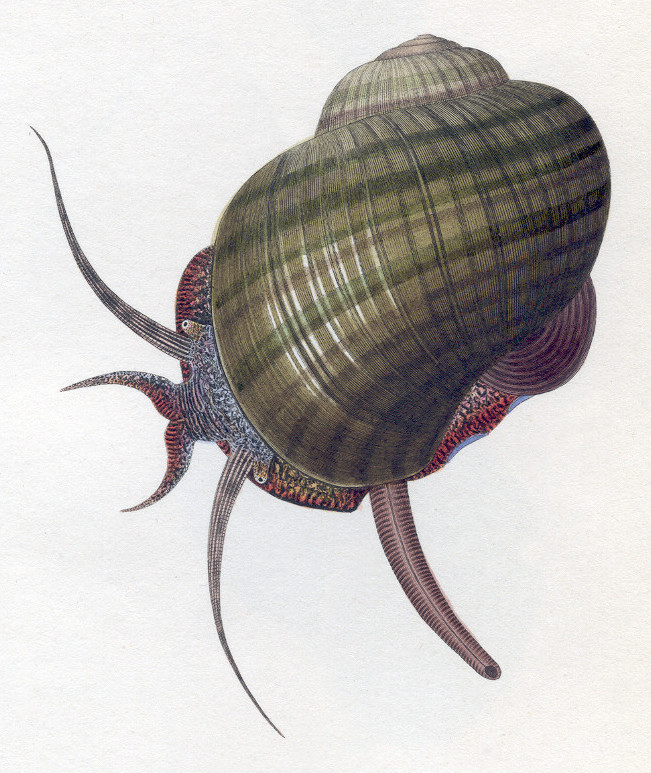
Gravure présentant un escargot d'eau douce de Floride (Pomacea paludosa) (siphon en bas à droite).

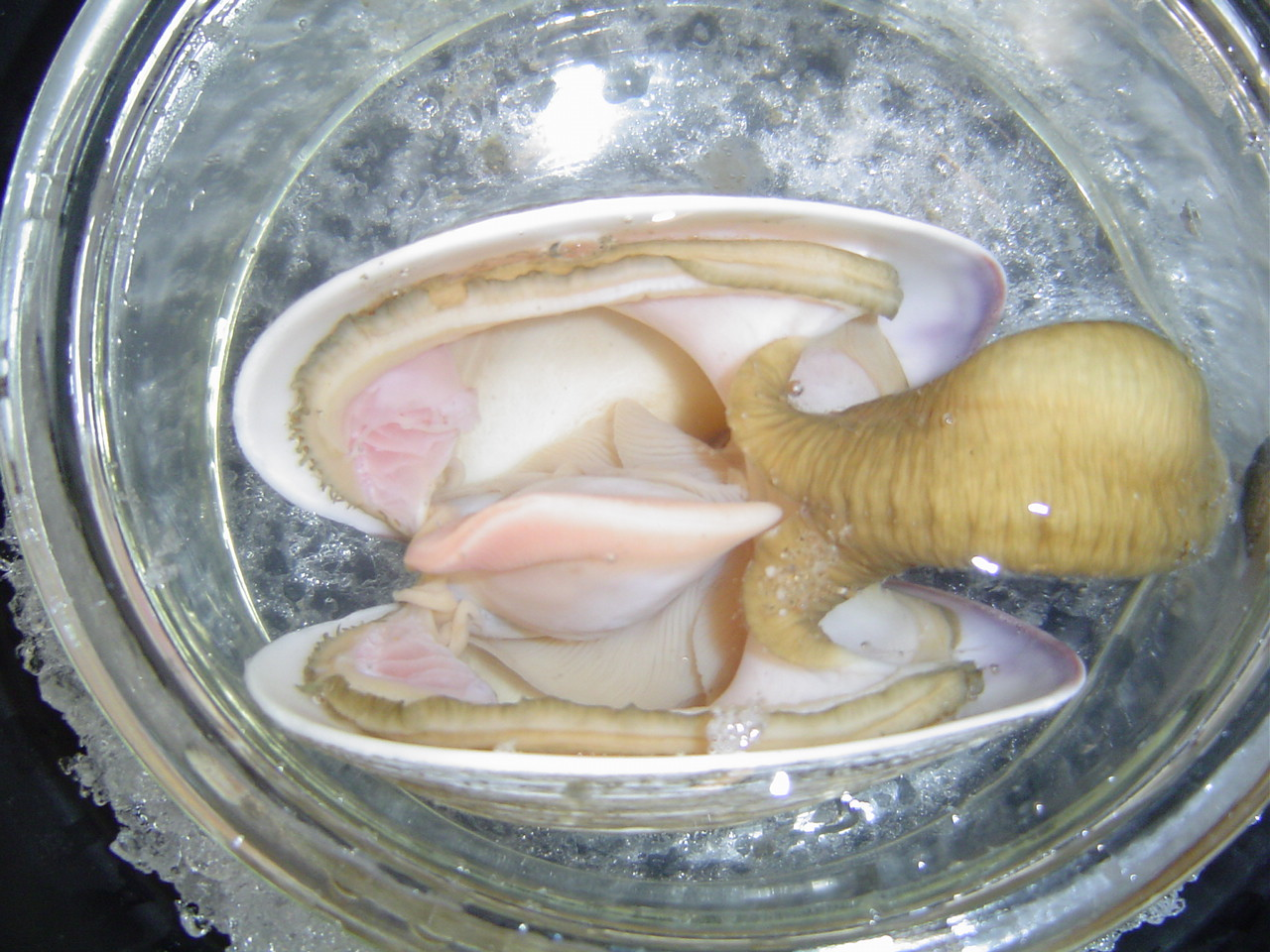
Bivalve veneridé dont les muscles adducteurs ont été sectionnés pour montrer l'anatomie de l'animal, dont la paire de siphons (sur la droite).

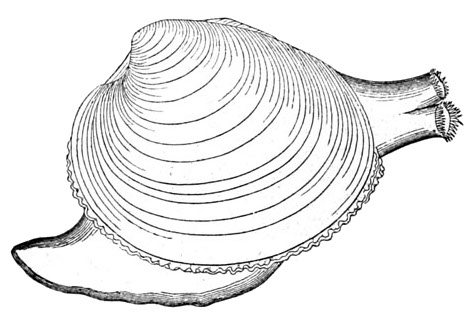
Dessin d'un veneridé (Venus verrucosa) avec sa paire de siphons (celui du haut inhale, et celui du bas exhale), la coquille et le pied.

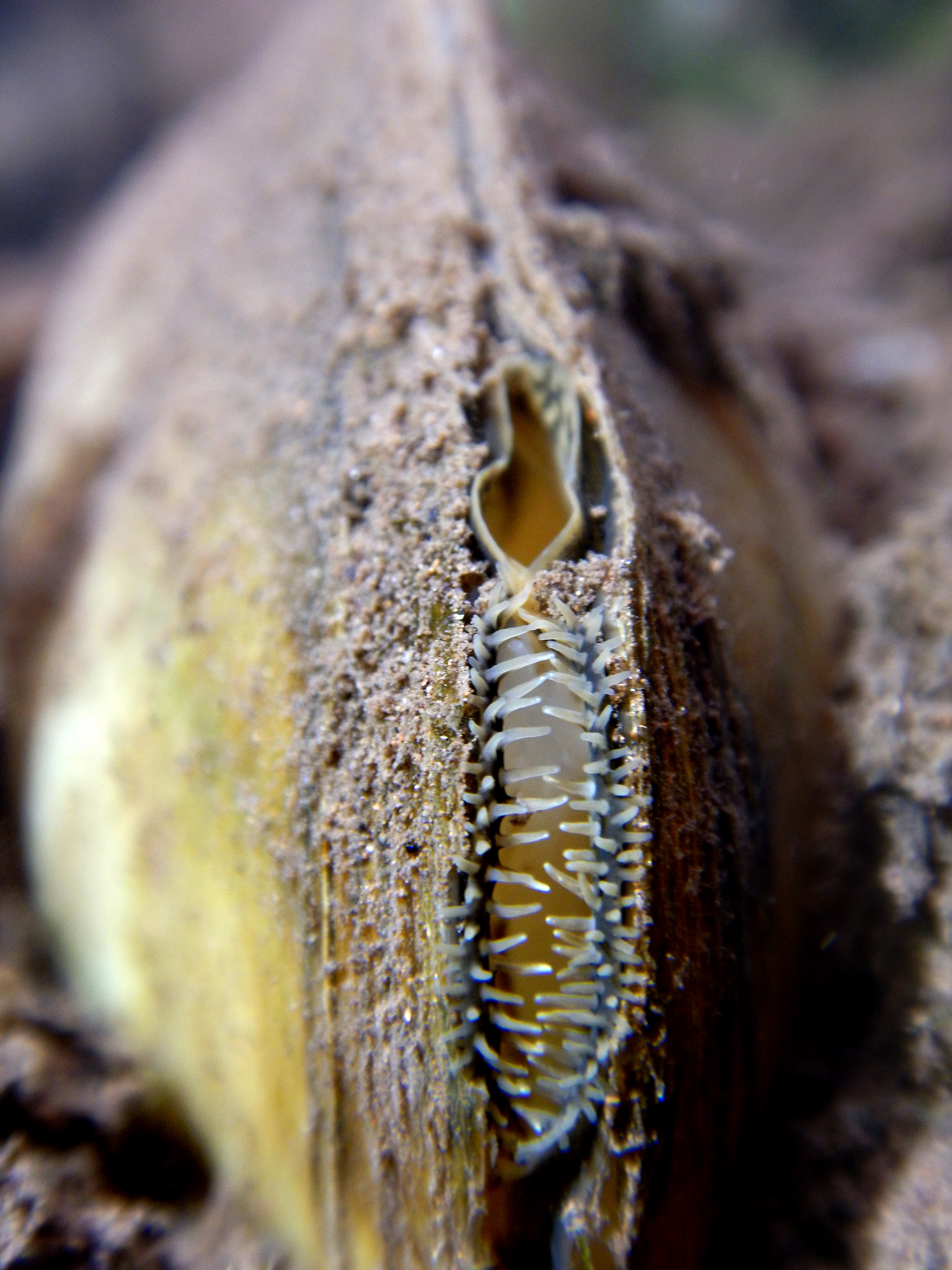
Les deux siphons d'un mollusque bivalve (Unionidae).

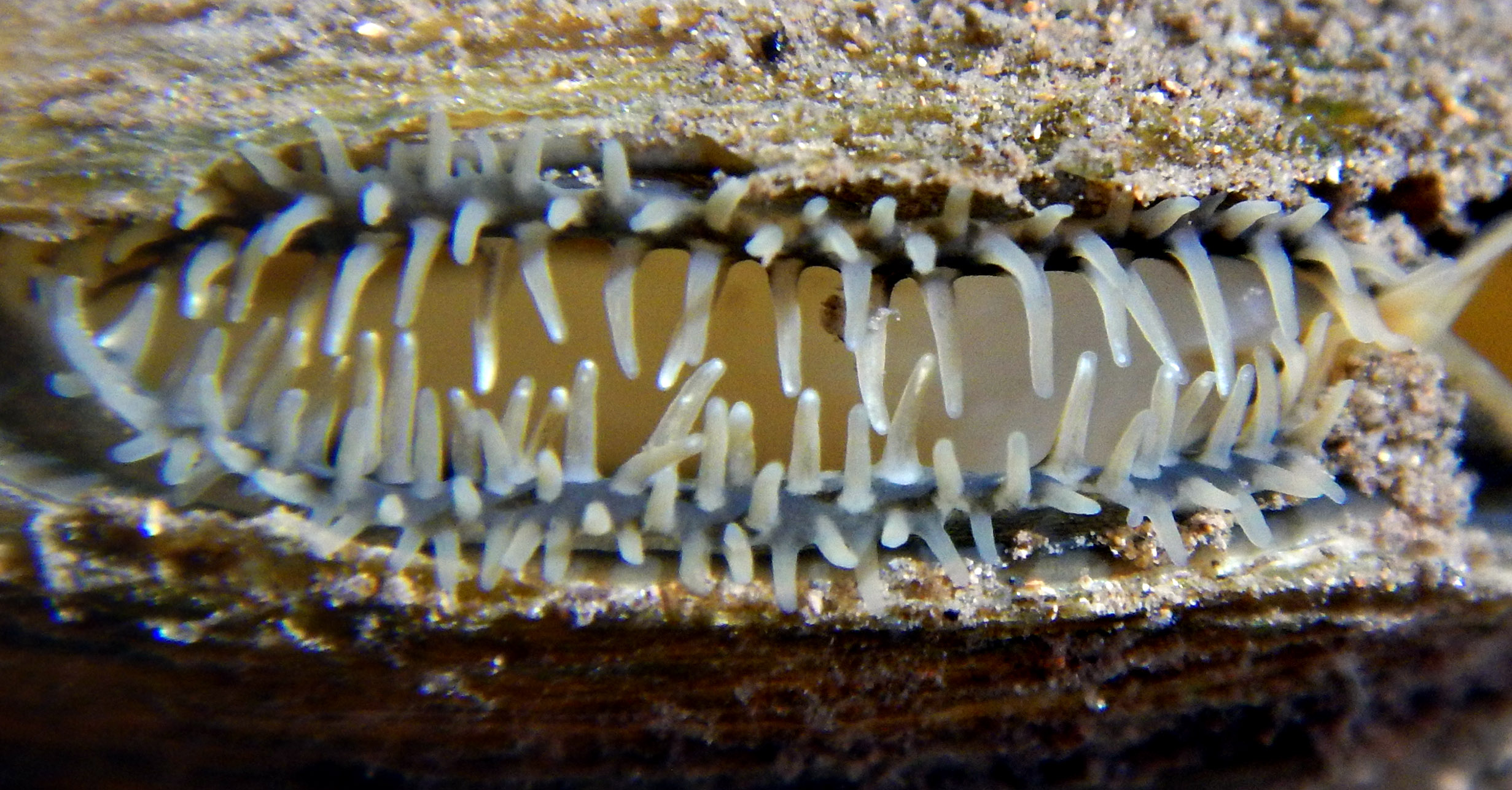
Détail du siphon inhalant de l'Unio de l'image précédente.

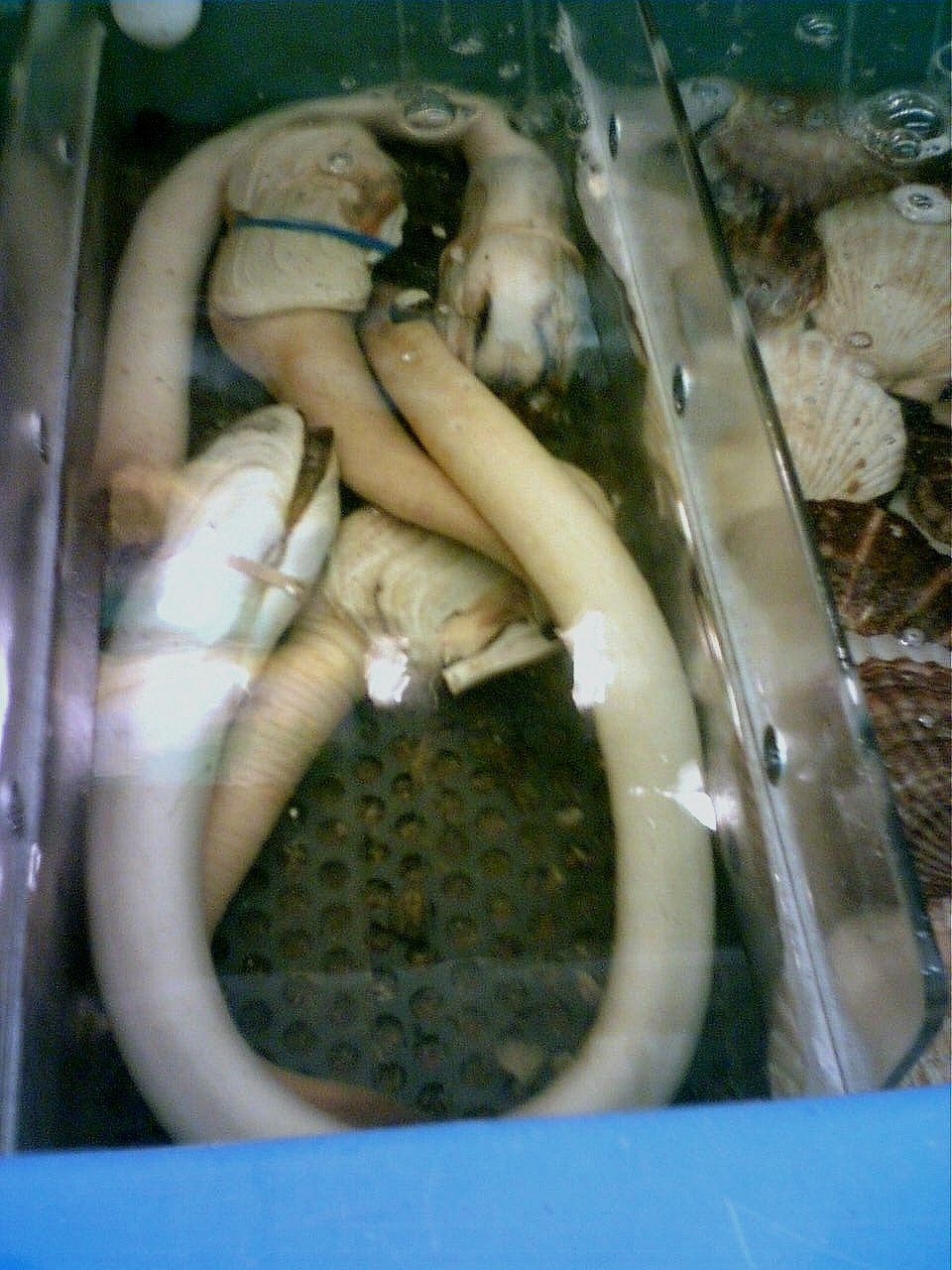
Quatre Panopea generosa, organismes marins dont le siphon forme une sorte de cou pouvant chez cette espèce atteindre un mètre de long.

Un siphon est, en anatomie, un organe tubulaire mécanique, plus ou moins long et parfois mobile présent chez certains animaux (notamment les mollusques, les larves de moustiques ou encore les urocordés). 
Sa fonction principale est de permettre la pénétration ou la sortie de fluides (par exemple l'eau de mer ou l'air de surface) respectivement vers ou depuis l'intérieur du corps de l'animal.
Hormis quelques espèces qui n'en possèdent qu'un, les gastéropodes aquatiques ont généralement deux siphons.

## Typologies
Les fonctions des siphons varient selon l'espèce, le mode de vie de l'animal et sa phase de développement.

### Chez les mollusques

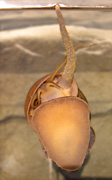
Un escargot d'eau douce (Pomacea canaliculata) utilisant un siphon pour respirer l'air de surface.

L'évolution a doté les mollusques d'une grande variété de siphons. Dans tous les cas, anatomiquement, il s'agit d'une extension du manteau, et il est presque toujours double. 
Selon les espèces, ils sont utilisés pour la respiration, la nutrition, l'expulsion de sperme, d'œufs fécondés, ou de larves (ex : glochidies des Unionidae) ou chez la femelle (pour recueillir les spermatozoïdes dispersés dans l'eau par les mâles) ou encore pour la prospection de l'environnement.
Certains gastéropodes marins comme ceux de la famille des cônes (Conidae), utilisent un siphon recouvert de récepteurs chimiques, qu'ils brandissent hors de leur coquille pour prospecter leur environnement, y analyser les substances présentes dans l'eau, et ainsi localiser une éventuelle proie.
Le panope du Pacifique, un mollusque bivalve marin qui vit enfoui dans le sable sur les côtes nord-est de l'océan Pacifique, possède un siphon qui peut atteindre un mètre de long.
Le siphon exhalant de la pholade possède des organes lumineux en forme de deux cordons longitudinaux constitués de grandes cellules glandulaires photogènes).
Chez les escargots d'eau, les siphons sont utilisés pour permettre la respiration de l'air de surface alors que l'animal reste sous le niveau de l'eau.
Les moules marines et les moules d'eau douce disposent d'un double siphon :
 
– le siphon inhalant est muni d'une double rangée de papilles allongées (semblables à des poils ou à des fanons formant un double peigne) qui détectent les particules indésirables arrivant avec l'eau (la moule se ferme pour les éjecter) ; 

– un deuxième siphon situé au sommet de la coquille expulse l'eau filtrée.

#### Illustrations

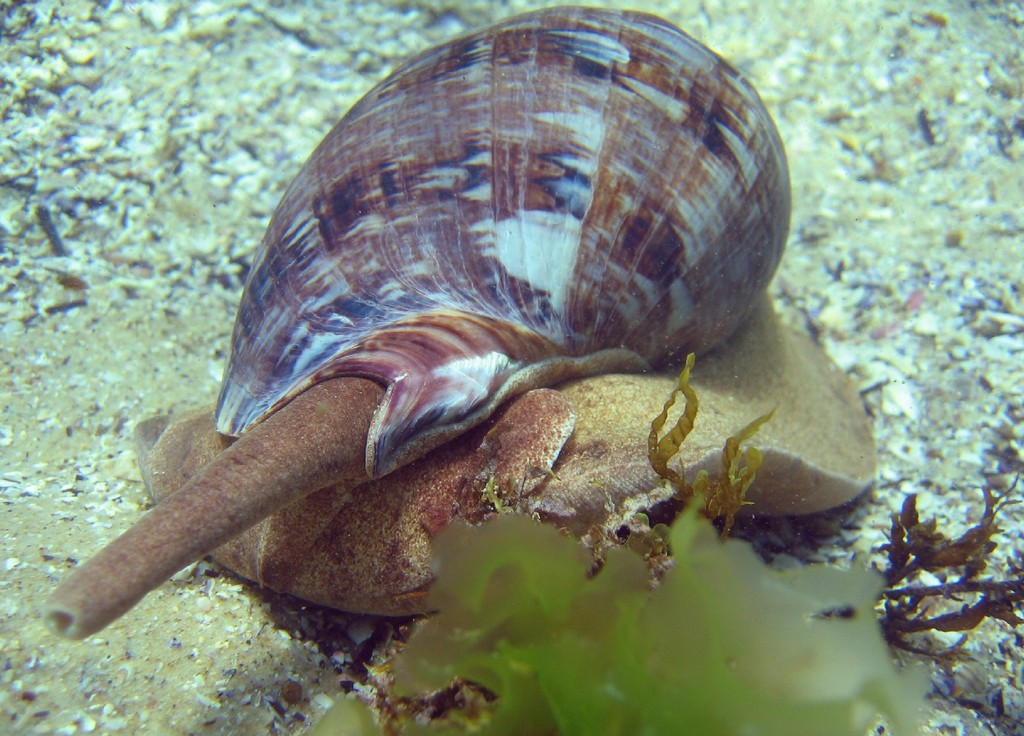
Grand escargot marin carnivore (famille des Volutidae). ; Cymbiola magnifica.
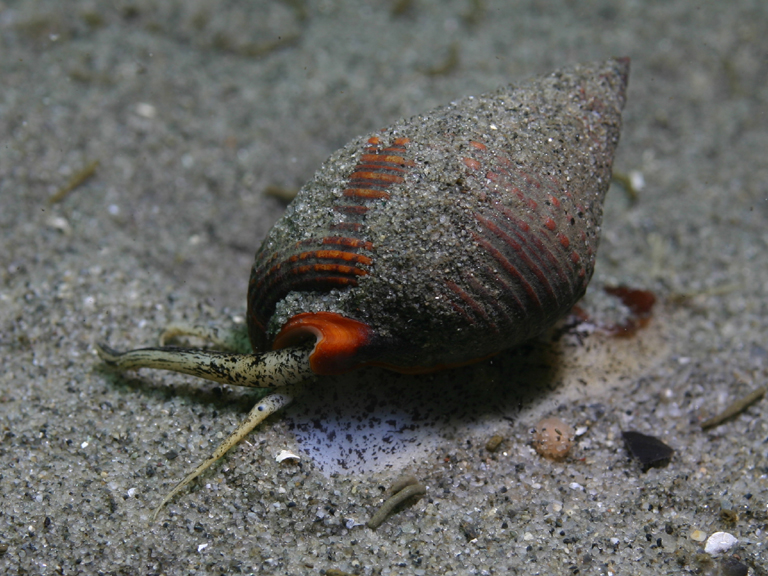
Escargot marin fouisseur Nassarius fossatus (le siphon est à gauche).
- Melo amphora dans les coraux à marée basse.
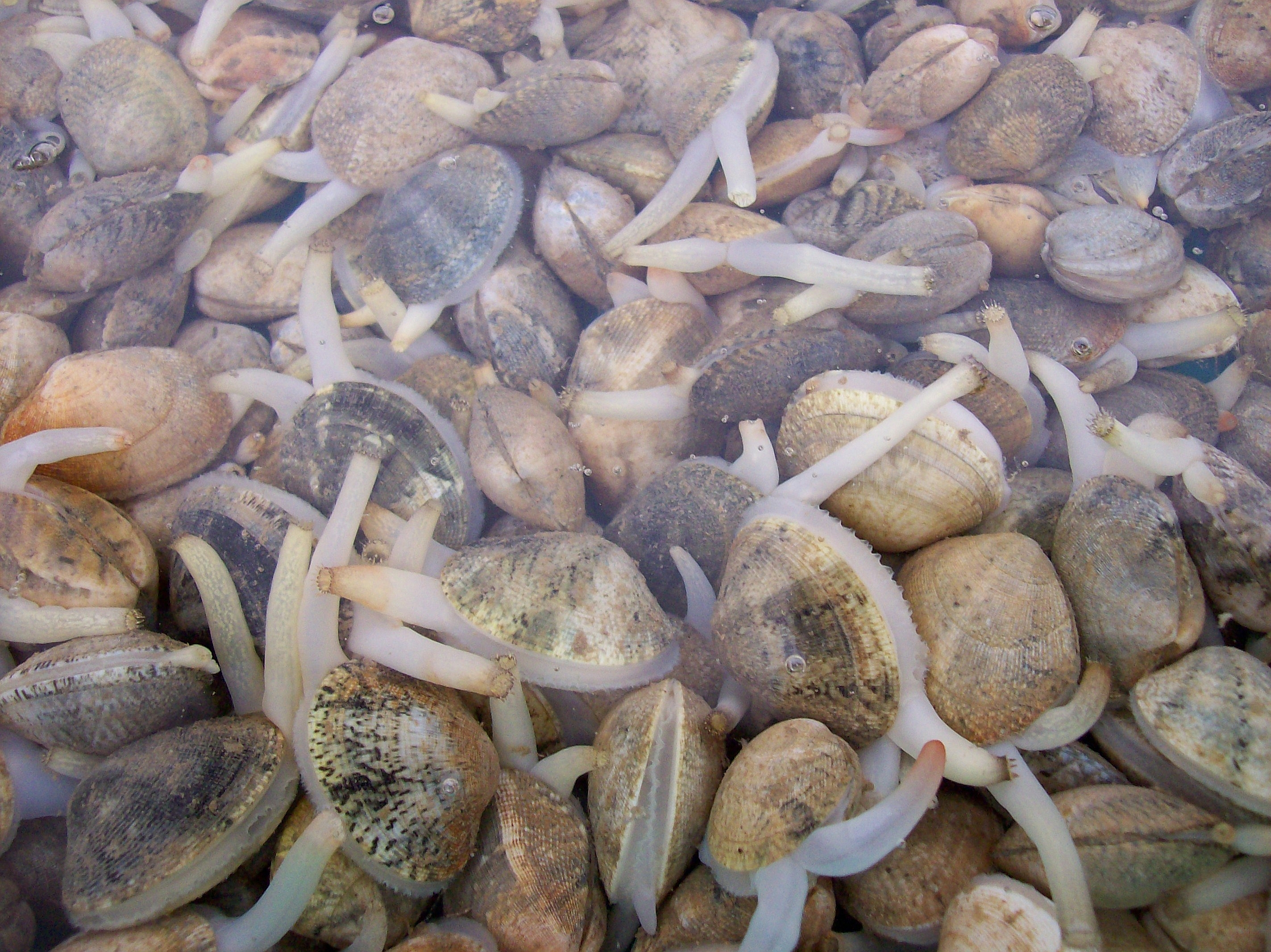
Veneridae, siphon sorti.

### Chez lescéphalopodes

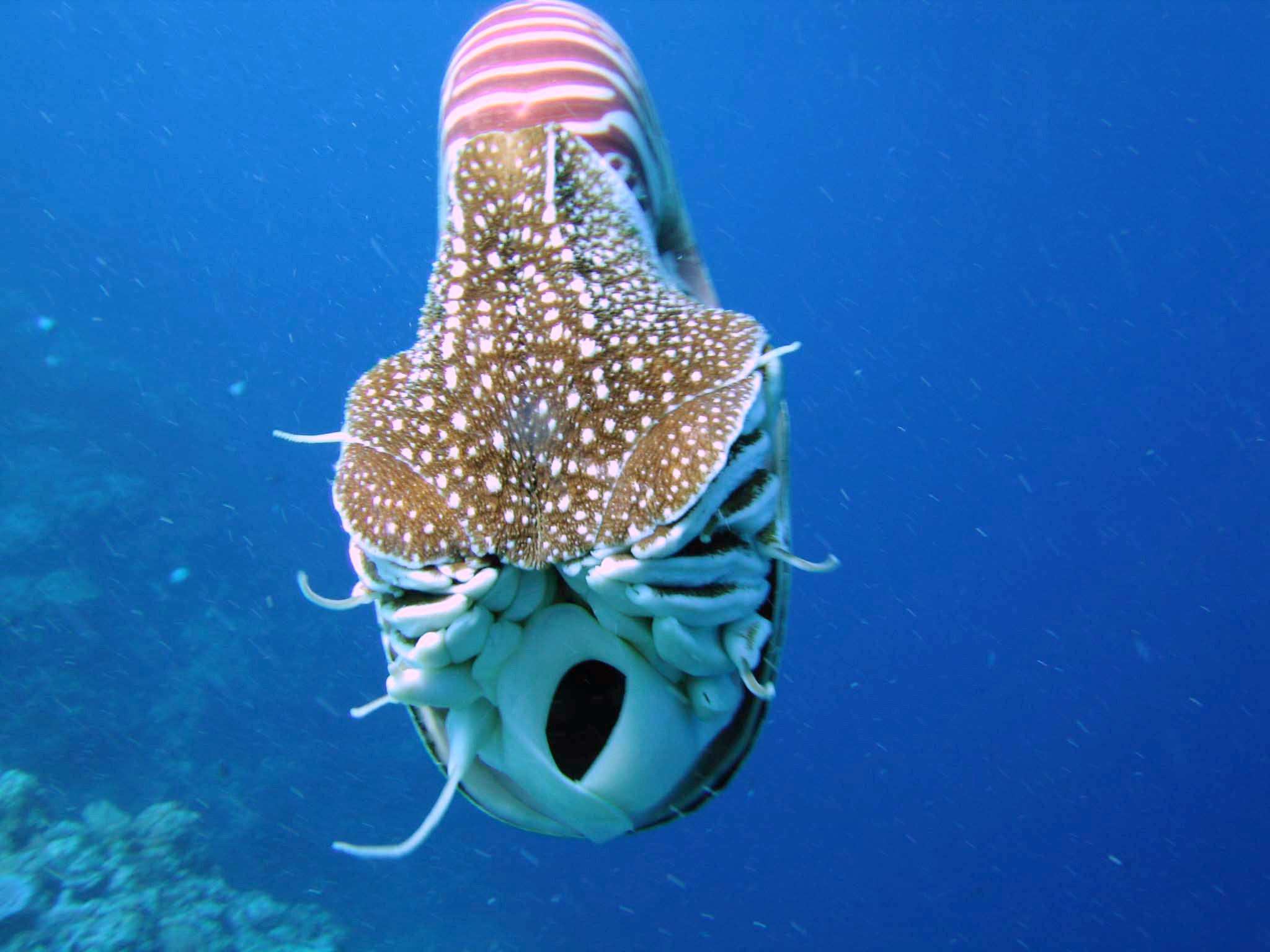
Un Nautilus belauensis vu de face. On peut observer l'ouverture de son hyponome.

Le siphon des céphalopodes (ex : pieuvre, calmar, seiches...), situé entre la tête et le reste du corps, est nommé hyponome. 
Anatomiquement, l'hyponome est un tube musculaire et il serait un développement du pied d'un ancêtre mollusque.
Il participe à la locomotion en permettant les mouvements de pénétration et d'éjection rapide de l'eau (contrôlés par les contractions du manteau).
Ces animaux peuvent diriger leurs siphons dans différentes directions afin de modifier leur trajectoire.
Le siphon des pieuvres fonctionne ainsi sur le même principe que le moteur à réaction d'un hydrojet ou d'un aéronef (action/réaction).
L'hyponome du nautilus diffère de celui des autres céphalopodes en ce qu'il s'agit d'un rabat d'une seule pièce qui est repliée. On ne sait pas encore si les ammonites possédaient un hyponome et si oui quelle forme il pouvait avoir.

## Autres espèces
Les larves de certaines espèces de moustiques ou de mouches utilisent un siphon pour prélever de l'air en surface.